# Roberto Mancini
Roberto Mancini (27. listopadu 1964, Jesi, Itálie) je italský fotbalový trenér a bývalý fotbalový záložník.

## Hráčská kariéra

### Klubová

#### Boloňa
Ve 13 letech se stal hráčem Boloně. V roce 1981, ve věku 16 let (šestým nejmladším hráčem, který debutoval v Serii A), hrál první utkání v nejvyšší lize. Celou sezonu odehrál ve výborném style a vstřelil 9 branek. Sezonu ale nezachránil před sestupem do druhé ligy.

#### Sampdoria
Prezident Sampdorie Paolo Mantovani jej chtěl koupit za každou cenu. A tak se stalo, že v létě 1982 byl koupen za 2,5 miliardy lir plus 4 hráče (Giancarlo Galdiolo, Giorgio Roselli, Stefano Brondi a Antonio Logozzo). Již od začátku kariéry u Dorie byl velmi oblíbeným hráčem a to vydrželo až do konce kariéry v klubu v roce 1997.
První branku vstřelil v utkání v italském poháru proti Brescii (4:0). V Dorii vytvořil se spoluhráčem Viallim super útok, kterým se začalo říkat gólová dvojčata. První trofej získal v sezoně 1984/85 a to Italský pohár. V roce 1986 přišel nový trenér Boškov a začali hrát ještě lépe. Do roku 1992 vyhrál celkem 6 trofejí. Na domácí scéně získal tři vítězství v italském poháru (1987/88, 1988/89, 1993/94) a také se mu podařilo vybojovat titul v lize v sezoně 1990/91 a italský superpohár. V evropských pohárech nejprve prohrál ve finále poháru PVP 1988/89, ale v následující sezoně 1989/90 ji vyhrál. Také si zahrál finále v LM 1991/92, ale Barcelona vyhrála v prodloužení 1:0. Poslední sezona v Dorii byla 1996/97 a vstřelil v ní 15 branek. Celkem zde odehrál 566 utkání (424 v Serii A) a vstřelil 171 branek (132 v Serii A).

#### Lazio
Do Lazia odešel v létě 1997. V první sezoně vyhrál již svůj pátý Italský pohár (1997/98). Další trofej mohl získat v poháru UEFA, jenže prohrál s Interem (0:3). V následující sezoně, nejprve vyhrál italský superpohár, ale titul v sezoně prohrál v posledním kole boj o titul s Milánem o jeden bod. Alespoň vyhrál v posledním ročníku o pohár PVP. Titulu se dočkal ve své poslední sezoně 1999/00. K němu přidal ještě vítězství své rekordní 6 vítězství v italském poháru a také vyhrál evropský superpohár. Dne 23. května 2000 ukončil fotbalovou kariéru  a přijal nabídku být asistentem trenéra v Lazia.

#### Leicester
Dne 18. ledna 2001 překvapivě podepsal smlouvu na pět měsíců s anglickým Leicesterem. Jeho pobyt trval jen jeden měsíc, během kterého dokázal nastoupit na hřiště ve čtyřech zápasech v lize a jeden v poháru. Dne 22. února 2001 ukončil definitivně fotbalovou kariéru a přijal nabídku trenéra ve Fiorentině.

### Reprezentační
Poprvé jej do reprezentace pozval trenér Bearzot v roce 1984, v pouhých 19 letech u příležitosti přátelského turné v Severní Americe. První utkání tak odehrál jako střídající hráč 26. května 1984 při výhře nad Kanadě. Během téhož zámořského výletu však některé disciplinární excesy vedly trenéra k tomu, že jej okamžitě vyřadil ze soupisky a již jej nepovolával po zbytek jeho mandátu.
Natrvalo do reprezentace vrátil v roce 1986. Byl nominován na ME 1988. Zde vstřelil 10. června 1988  svůj první gól proti NSR (1:1). S národní týmem došel do semifinále, kde prohrál se SSSR (0:2).
Po turnaji postupně ztrácel místo v základní sestavě kvůli konkurenci Sereny, Baggia a Carnevalea. Byl však mezi nominovanými na MS 1990, které se hrálo v Itálii. Do turnaje ale do žádného zápasu nezasáhl ale na krk si pověsil bronzovou medaili.
Nový trenér Sacchim, s ním příliš se nepočítal do sestavy ale občas jej využíval jako hrotového útočníka, aby mohl spolupracovat s Baggiem. Během kvalifikace na MS 1994 vstřelil své poslední 3 góly, ale do závěrečné nominace byl upřednostněn Gianfranco Zola. Poslední utkání tedy odehrál proti Německu (1:2)  23. března 1994. Celkem tak odehrál 36 utkání a vstřelil 4 branky.

## Trenérská kariéra

### Klubová

#### Začátky a Fiorentina
Jakmile ukončil hráčskou kariéru, zůstal v Laziu a 19. července 2000 zahájil svou trenérskou kariéru jako asistent Erikssena a hned po boku švédského trenéra vyhrál domácí superpohár.
Dne 26. února 2001, po krátkém návratu k hraní v anglickém Leicesteru, byl ve věku 36 let najat Fiorentinou, aby nahradil odvolaného tureckého Terima. Toto zadání vyvolalo mezi odborníky kontroverzi, neboť ještě v té době nevlastnil trenérskou licenci první kategorie a především byl již na aktuální ročník registrován již v Laziu. V takovém případě však vzhledem k tomu, že byl pouze asistentem trenéra a nikoli přímým trenérem týmu Biancoceleste, na bývalého hráče výše uvedené pravidlo neplatilo. Ve zbytku sezóny 2000/01, pomohl k postupu do finále domácího poháru, který dokázal vyhrát. V lize skončil na 9. místě.
V následujícím sezoně se klub potýkal s finančními problémy a musel tak zvládnout výrazně oslabenou hráčskou základnou s minimálním cílem pro sezonu.  Začal prohrou v domácím superpoháru s Římem. Jako trenér v sezoně debutoval v poháru UEFA, kde byl vyřazen ve 3. kole. Dne 11. ledna 2002, po 17 ligových zápasech a po domácí porážce s Perugií, rezignoval na funkci trenéra.

#### Lazio
Dne 1. července 2002 se vrátil do Lazia, kde podepsal dvouletou smlouvou. I když klub postihly různé finanční problémy, které vyvrcholily rezignací tehdejšího prezidenta Sergia Cragnottiho, tak dosáhl dobrých výsledků. V prvním sezoně se dostal na 4. místo v lize, čímž se dostal do LM poté, co také určitou dobu bojoval o titul. Dostal se také do semifinále domácího poháru i poháru UEFA, ve kterém byl vyřazen Portem (celkem 1:4), který soutěž později vyhrál.
Ve své druhé sezoně vyhrál svůj druhý trenérský domácího pohár, když porazil Juventus. V lize skončil na 6. místě a v LM neprošel základní skupinou do play off. Dne 7. července 2004 opustil Lazio a připojil se k Interu.

#### Inter
První sezóna na lavičce Nerazzurri znamenala po několika letech k návratu k vítězství tohoto  týmu, který v vyhrál domácí pohár nad Římem (celkem 3:0). V lize ukončil sezonu na 3. místem, když prohrál jen dva zápasy, ale také zazanmenal 18 remíz. V LM skončil ve čtvrtfinále, když jej vyřadil městský rival Rossoneri. 
Sezonu 2005/06 zahájil vítězstvím v domácím superpoháru. Také obhájil vítězství v domácím poháru, když znovu porazil Řím. V LM opět skončil ve čtvrtfinále, když jej vyřadil Villarreal. V lize opět ukončil sezonu na 3. místem, jenže po korupčním skandálu se později radoval s prvního trenérského titulu.
V sezoně 2006/07 byl jeho tým lize prohlášen za velkého favorita, protože Juventus byl ve 2. lize a týmy jako Milán, Lazio a Fiorentina měli bodový odečet, kvůli korupčním skandálu. Ale i tak si pro titul šel zaslouženě. Vyhrál 17 utkání v řadě a s jednou porážkou. Také opět vyhrál domácí superpohár a v domácím poháru překvapivě prohrál Římem (celkem 4:7). V LM byl již vyřazen v osmifinále, když nestačil na Valencii.
Sezona 2007/08 začal prohrou v domácím superpoháru a v domácím poháru opět nestačil na Řím (1:2). V lize slavil třetí titul v řadě, když měl o tři body více než Řím. V LM byl opět vyřazen v osmifinále, když nestačil na Liverpool. A tak 29. května 2008 byl odvolán prezidentem Morattim. Oobdržel odstupné ve výši 8 milionů Euro.

#### Manchester City
Dne 19. prosince 2009 podepsal smlouvu s anglickým Manchesterem City za 3,5 milionu Euro na sezónu a nahradil tak vyhozeného Hughese. Tým, který dlouho bojoval o konečné 4. místo v lize. Nakonec skončil na 5. místě s místenkou do EL.
Ve snaze zlepšit pozici, kterou právě získali, dokázal do klubu přivést další skvělé hráče: Mario Balotelli, David Silva, Yaya Touré a také Joe Hart, který se vrátil z hostování. Dokázal vyhrát anglický pohár, když porazil Stoke a přinesl tak "Citizens" první vítězství po 35 letech . V EL byl vyřazen v osmifinále, když nestačil na Kyjev (celkem 1:2). Alespoň se tým soustředil na ligu a skončil na 3. místě s místenkou do LM. 
Následující sezónu začal prohrou v domácím superpoháru, když jej porazil městský rival United (2:3). V LM skončil na 3. místě ve skupině a tak mohl pokračovat v EL, kde skončil již v osmifinále, když nestačil na Sporting. Všechno úsilí směřoval na ligu, kterou vyhrál v posledním kole a díky skóre byl v tabulce lepší než městský rival. Poté prodloužil smlouvu o 5 let.
Sezonu 2012/13 začal výhrou v domácím superpoháru, když porazil Chelsea (3:2). V LM totálně propadl, když získal jen 3 body za 3 remízy. Také v lize nehrál výborný fotbal a po prohraném finále anglického poháru, které překvapivě prohrál s Wiganem (0:1), byl 13. května 2013, jen dvě kola před koncem ligy] byl odvolán.

#### Galatasaray
Koncem září 2013 podepsal tříletou smlouvu Turecko|tureckým týmem Galatasaray, kde nahradil odvolaného Terima. V lize skončil na 2. místě, ale vítězství slavil v tureckém poháru. V LM byl vyřazen v osmifinále, když jej vyřadilo Chelsea (celkem 1:3). I tak se v červnu 2014 dohodl na ukončení smlouvy.

#### Návrat do Interu
Dne 14. listopadu 2014, nahradil odvolaného Mazzarriho. Svou druhou zkušenost s Nerazzurri otevřel remízou v derby. V domácím poháru vypadl ve čtvrtfinále, což se mu u Nerazzurri stalo poprvé. V EL byl vyřazen již v osmifinále. když nestačili na německý Wolfsburg (celkem 2:5). V Serie A 2014/2015|lize skončil na 8. místě, což bylo jeho nejhorší umístění od sezony 2000/01.
Do evropských pohárů se tedy nedostali a tak všechny síly daly do domácích soutěží. V lize se Nerazzurri dostali na začátku roku 2016 do krize a on dostal červenou kartu v derby (0:3). Nakonec klub obsadil 4. místo a v domácím poháru vypadl v semifinále. V létě oznámil, že chce zůstat na lavičce týmu, ale třenice s novým vlastníkem ho přesvědčily k ukončení smlouvy.

#### Petrohrad
Poté, co zůstal jednu sezónu bez trénování, podepsal 1. června 2017 smlouvu s ruským Petrohradem. Toto angažmá bylo ale velmi nepovedené. V ruském poháru skončil hned v prvním utkání. V EL sice vyhrál svou skupinu, ale byl vyřazen v osmifinále, když nestačil na Lipsko (celkem 2:3). A v lize dokončil sezonu na 5. místě. Dne 13. května 2018 ukončil po vzájemné dohodě s klubem smlouvu aby se stal trenérem Italské reprezentace.

### Reprezentační

#### Itálie

##### 2018 až 2020
Dne 14. května 2018 byl jmenován trenérem italského národního týmu. Byl povolán k oživení národního týmu, protože reprezentace byla ve vážných potížích, protože se nedostalo na MS 2018. On sám přistoupil od počátku k velké generační obměně, vyřadil z týmu řadu veteránů a poskytl více prostoru mladým fotbalovým talentům. Debut si odbyl 28. května 2018, když v přátelském utkání porazil Saúdskou Arábii (2:1). Poté pět utkání nevyhrálo a jen dvakrát remizovalo. První ostré vítězství bylo 14. října v Polsku (1:0). V LN skončil na 2. místě a nesestoupilo.
Kvalifikace na ME 2020 vyšla na výbornou. V deseti zápasech neztratil ani bod a bez problémů slavil postup do turnaje. Vítězství nad Lichtenštejnskem (5:0), bylo deváté v řadě a vyrovnalo tak rekord v počtu po sobě jdoucích vítězství zaznamenaný v roce 1938, když byl trenérem Vittorio Pozzo.  Rekord byl poté překonán následujícím zápase proti Bosně a Hercegovině (3:0) a proti Arménii vyhráli rekordně 9:1.

##### 2021 až 2023
Po vypuknutí pandemie COVID-19 se ME 2020 odložilo o jeden rok. On sám byl také během pandemie nakažen. V dalším ročníku LN, bez prohry vyhrál svou skupinu a postoupil do podzimního finále. V březnu 2021 se rozehrála kvalifikace na MS 2022. Všechna tři utkání se vyhrálo. Dne 17. května 2021 podepsal pětileté prodloužení s národním týmem do roku 2026. 
V červnu 2021 odstartovalo odložené ME 2020. Skupinová fáze se zvládla na výbornou. Všechny tři zápasy vyhráli se skórem 7:0, což se ještě nikom nepodařilo. V osmifinále proti Rakousku (2:1 v prodl.), překonal rekord v neporazitelnosti, když již 31 utkání neprohrál (dříve byl v letech 1935-1939), a 11 utkání po sobě vyhrál. Také reprezentace zaznamenala rekord bez inkasovaného gólu (1168 minut, dříve 1 143 zaznamenaným Itálií v letech 1972-1974). Další rekordy přišli po finále turnaje, kam se Azzurri dostali. Dne 11. července se Azzurri stali mistry Evropy díky úspěchu ve finále nad Anglií (1:1, 3:2 na pen.). Bylo to přesně po 39 letech od vítězství na MS 1982.
V září 2021 prodloužil sérii Azzurri bez porážky na 37 zápasů (30 vítězství a 7 remíz). Dlouhá série neporazitelnosti (37 utkání) skončila 6. října 2021, kdy se prohrála 1:2 v Miláně proti Španělsku v semifinále LN. Utkání o 3. místo porazilo Belgii. Tímto úspěchem dosáhl dalšího rekordu a stal se trenérem, který nejrychleji dosáhl milníku 30 vítězství se seniorským národním týmem ve všech soutěžích, a to v pouhých 44 zápasech.
V posledních dvou kvalifikačních zápasech na MS 2022 dosáhla Itálie dvou neuspokojivých remíz proti Švýcarsku a Severnímu Irsku, což týmu bránilo v přímém postupu na turnaj. Muselo se do baráže a v ní prohrál doma se Severní Makedonií (0:1) a podruhé po sobě se tak nekvalifikoval na MS.
V červnu 2022 se rozjela skupinová fáze LN a po nejistém začátku, vyvrcholilo porážkou 2:5 s Německem. Nakonec svou skupinu vyhrála a postoupila do finále, kde obhájil 3. místo díky vítězství nad Nizozemskem (3:2), které se odehrálo 18. června 2023. To byl také poslední odtrénovaný zápas v reprezentaci.
Za pět let odtrénoval celkem 61 utkání a jen v 9 zápasech prohrál.

#### Saúdská Arábie
Dne 27. srpna 2023 byl oficiálně angažován jako nový trenér Saúdské Arábie, se kterou podepsal smlouvu v hodnotě 25 milionů Euro čistého ročně do roku 2027. Na lavičce debutoval 8. září 2023 v přátelském utkání prohrála 1:3 v Newcastlu proti Kostarice.
Na MA 2023 se dostal do osmifinále, kde jej vyřadila Jižní Korea na penalty.
Po špatných výsledcích se vedení svazu rozhodlo smlouvu po vzájemné dohodě ukončit.

## Hráčská statistika

### Klubová
| Sezóna              | Klub                | Liga                | Liga   | Liga | Ligové poháry | Ligové poháry | Ligové poháry | Kontinentální poháry | Kontinentální poháry | Kontinentální poháry | Celkem | Celkem |
| Sezóna              | Klub                | Soutěž              | Zápasy | Góly | Soutěž        | Zápasy        | Góly          | Soutěž               | Zápasy               | Góly                 | Zápasy | Góly   |
| ------------------- | ------------------- | ------------------- | ------ | ---- | ------------- | ------------- | ------------- | -------------------- | -------------------- | -------------------- | ------ | ------ |
| 1981/82             | Boloňa              | Serie A             | 30     | 9    | IP            | 1             | 0             | -                    | 0                    | 0                    | 31     | 9      |
| 1982/83             | Sampdoria           | Serie A             | 22     | 4    | IP            | 5             | 1             | -                    | 0                    | 0                    | 27     | 5      |
| 1983/84             | Sampdoria           | Serie A             | 30     | 8    | IP            | 8             | 2             | -                    | 0                    | 0                    | 38     | 10     |
| 1984/85             | Sampdoria           | Serie A             | 24     | 3    | IP            | 11            | 3             | -                    | 0                    | 0                    | 35     | 6      |
| 1985/86             | Sampdoria           | Serie A             | 23     | 6    | IP            | 11            | 4             | PVP                  | 4                    | 2                    | 38     | 12     |
| 1986/87             | Sampdoria           | Serie A             | 26+1   | 6    | IP            | 5             | 0             | -                    | 0                    | 0                    | 31     | 6      |
| 1987/88             | Sampdoria           | Serie A             | 30     | 5    | IP            | 13            | 3             | -                    | 0                    | 0                    | 43     | 8      |
| 1988/89             | Sampdoria           | Serie A             | 29     | 9    | IP+IS         | 11+0          | 5             | PVP                  | 8                    | 0                    | 48     | 14     |
| 1989/90             | Sampdoria           | Serie A             | 31     | 11   | IP+IS         | 3+1           | 2+0           | PVP                  | 9                    | 2                    | 44     | 15     |
| 1990/91             | Sampdoria           | Serie A             | 30     | 12   | IP            | 10            | 2             | PVP+ES               | 5+2                  | 2+0                  | 47     | 16     |
| 1991/92             | Sampdoria           | Serie A             | 29     | 6    | IP+IS         | 6+1           | 2+1           | LM                   | 9                    | 4                    | 45     | 13     |
| 1992/93             | Sampdoria           | Serie A             | 30     | 15   | IP            | 2             | 0             | -                    | 0                    | 0                    | 32     | 15     |
| 1993/94             | Sampdoria           | Serie A             | 30     | 12   | IP            | 7             | 0             | -                    | 0                    | 0                    | 37     | 12     |
| 1994/95             | Sampdoria           | Serie A             | 31     | 9    | IP+IS         | 2+1           | 1+0           | PVP                  | 4                    | 2                    | 38     | 12     |
| 1995/96             | Sampdoria           | Serie A             | 26     | 11   | IP            | 2             | 1             | -                    | 0                    | 0                    | 28     | 12     |
| 1996/97             | Sampdoria           | Serie A             | 33     | 15   | IP            | 2             | 0             | -                    | 0                    | 0                    | 35     | 15     |
| Celkem za Sampdorii | Celkem za Sampdorii | Celkem za Sampdorii | 425    | 132  | -             | 101           | 27            | -                    | 41                   | 12                   | 567    | 171    |
| 1997/98             | Lazio               | Serie A             | 34     | 5    | IP            | 8             | 1             | PU                   | 10                   | 3                    | 52     | 9      |
| 1998/99             | Lazio               | Serie A             | 33     | 10   | IP+IS         | 6+1           | 2+0           | PVP                  | 7                    | 0                    | 47     | 12     |
| 1999/00             | Lazio               | Serie A             | 20     | 0    | IP            | 7             | 3             | LM+ES                | 9+1                  | 0                    | 37     | 3      |
| Celkem za Lazio     | Celkem za Lazio     | Celkem za Lazio     | 87     | 15   | -             | 22            | 6             | -                    | 27                   | 3                    | 136    | 24     |
| 2001                | Leicester           | Premier League      | 4      | 0    | AP            | 1             | 0             | -                    | 0                    | 0                    | 5      | 0      |
| Celkem              | Celkem              | Celkem              | 546    | 156  | -             | 125           | 33            | -                    | 68                   | 15                   | 739    | 204    |

### Statistika na velkých turnajích
| Reprezentace | Rok     | Zápasy                      | Zápasy | Zápasy    | Zápasy           | Zápasy           | Zápasy   |
| Reprezentace | Rok     | Fáze turnaje                | Datum  | Soupeř    | Odehraných minut | Vstřelené branky | Výsledek |
| ------------ | ------- | --------------------------- | ------ | --------- | ---------------- | ---------------- | -------- |
| Itálie       | ME 1988 | 1 zápas ve skupině          | 10. 6. | NSR       | 90               | 1                | 1:1      |
| Itálie       | ME 1988 | 2 zápas ve skupině          | 14. 6. | Španělsko | 68               | 0                | 1:0      |
| Itálie       | ME 1988 | 3 zápas ve skupině          | 17. 6. | Dánsko    | 67               | 0                | 2:0      |
| Itálie       | ME 1988 | Semifinále                  | 22. 6. | SSSR      | 46               | 0                | 0:2      |
| Itálie       | MS 1990 | Neodehrál žádné ze 7 utkání |        |           |                  |                  |          |

#### Reprezentační branky
| Gól | Datum       | Stadion                               | Soupeř   | Skóre | Výsledek | Soutěž                 |
| --- | ----------- | ------------------------------------- | -------- | ----- | -------- | ---------------------- |
| 010 | 10. 6. 1988 | Rheinstadion, Düsseldorf, NSR         | NSR      | 0:1   | 1:1      | ME 1988 - skupina      |
| 02  | 24. 3. 1993 | Stadio Renzo Barbera, Palermo, Itálie | Malta    | 4:0   | 6:1      | Kvalifikace na MS 1994 |
| 03  | 24. 3. 1993 | Stadio Renzo Barbera, Palermo, Itálie | Malta    | 6:1   | 6:1      | Kvalifikace na MS 1994 |
| 04  | 22. 9. 1993 | Kadrioru Staadion, Tallin, Estonsko   | Estonsko | 0:2   | 0:3      | Kvalifikace na MS 1994 |

## Trenérská statistika

### Klubová
| Sezóna                    | Klub                      | Liga                      | Liga   | Liga  | Liga   | Liga   | Liga                       | Ligové poháry | Ligové poháry | Ligové poháry | Ligové poháry | Ligové poháry | Ligové poháry | Kontinentální poháry | Kontinentální poháry | Kontinentální poháry | Kontinentální poháry | Kontinentální poháry | Kontinentální poháry       | Celkem | Celkem | Celkem | Celkem |
| Sezóna                    | Klub                      | Soutěž                    | Zápasy | Výhry | Remízy | Prohry | Umístění                   | Soutěž        | Zápasy        | Výhry         | Remízy        | Prohry        | Úspěch        | Soutěž               | Zápasy               | Výhry                | Remízy               | Prohry               | Úspěch                     | Zápasy | Výhry  | Remízy | Prohry |
| ------------------------- | ------------------------- | ------------------------- | ------ | ----- | ------ | ------ | -------------------------- | ------------- | ------------- | ------------- | ------------- | ------------- | ------------- | -------------------- | -------------------- | -------------------- | -------------------- | -------------------- | -------------------------- | ------ | ------ | ------ | ------ |
| 2001                      | Fiorentina                | Serie A                   | 14     | 4     | 4      | 6      | Nastoupil v bře., 9. místo | IP            | 2             | 1             | 1             | 0             | -             | -                    | 0                    | 0                    | 0                    | 0                    | -                          | 16     | 5      | 5      | 6      |
| 2001/02                   | Fiorentina                | Serie A                   | 18     | 4     | 3      | 11     | Propuštěn v led.           | IP+IS         | 2+1           | 0             | 0             | 2+1           | -             | PU                   | 6                    | 2                    | 2                    | 2                    | 3. kolo                    | 27     | 6      | 5      | 16     |
| Celkem za Fiorentinu      | Celkem za Fiorentinu      | Celkem za Fiorentinu      | 32     | 8     | 7      | 17     | -                          | -             | 5             | 1             | 1             | 3             | -             | -                    | 6                    | 2                    | 2                    | 2                    | -                          | 43     | 11     | 10     | 22     |
| 2002/03                   | Lazio                     | Serie A                   | 34     | 15    | 15     | 4      | 4. místo                   | IP            | 6             | 3             | 1             | 2             | Semifinále    | PU                   | 12                   | 6                    | 4                    | 2                    | Semifinále                 | 52     | 24     | 20     | 8      |
| 2003/04                   | Lazio                     | Serie A                   | 34     | 16    | 8      | 10     | 6. místo                   | IP            | 8             | 6             | 2             | 0             |               | LM                   | 8                    | 3                    | 2                    | 3                    | Zákl. skupina              | 50     | 25     | 12     | 13     |
| Celkem za Lazio           | Celkem za Lazio           | Celkem za Lazio           | 68     | 31    | 23     | 14     | -                          | -             | 14            | 9             | 3             | 2             | -             | -                    | 20                   | 9                    | 6                    | 5                    | -                          | 102    | 49     | 32     | 21     |
| 2004/05                   | Inter                     | Serie A                   | 38     | 18    | 18     | 2      | Bronzová medaile           | IP            | 8             | 7             | 1             | 0             |               | LM                   | 12                   | 6                    | 4                    | 2                    | Čtvrtfinále                | 58     | 31     | 23     | 4      |
| 2005/06                   | Inter                     | Serie A                   | 38     | 23    | 7      | 8      |                            | IP+IS         | 8+1           | 4+1           | 4             | 0             | +             | LM                   | 12                   | 7                    | 3                    | 2                    | Čtvrtfinále                | 59     | 35     | 14     | 10     |
| 2006/07                   | Inter                     | Serie A                   | 38     | 30    | 7      | 1      |                            | IP+IS         | 8+1           | 6+1           | 1             | 1             | +             | LM                   | 8                    | 3                    | 3                    | 2                    | Osmifinále                 | 55     | 40     | 11     | 4      |
| 2007/08                   | Inter                     | Serie A                   | 38     | 25    | 10     | 3      |                            | IP+IS         | 8+1           | 6+1           | 1             | 1             | +             | LM                   | 8                    | 5                    | 0                    | 3                    | Osmifinále                 | 54     | 34     | 12     | 8      |
| 2009/10                   | Manchester City           | Premier League            | 21     | 11    | 5      | 5      | Nastoupil v pro., 5. místo | AP+ALP        | 4+2           | 2+1           | 1+0           | 1+1           | -             | -                    | 0                    | 0                    | 0                    | 0                    | -                          | 27     | 14     | 6      | 7      |
| 2010/11                   | Manchester City           | Premier League            | 38     | 21    | 8      | 9      | Bronzová medaile           | AP+ALP        | 8+1           | 6+0           | 2+0           | 0+1           |               | EL                   | 12                   | 7                    | 3                    | 2                    | Osmifinále                 | 59     | 34     | 13     | 12     |
| 2011/12                   | Manchester City           | Premier League            | 38     | 28    | 5      | 5      |                            | AP+ALP+AS     | 1+5+1         | 0+3+0         | 0+1+0         | 1+1+1         | -             | LM+EL                | 6+4                  | 3+3                  | 1+0                  | 2+1                  | Zákl. skupina + Osmifinále | 55     | 37     | 7      | 11     |
| 2012/13                   | Manchester City           | Premier League            | 36     | 22    | 9      | 5      | Propuštěn v kvě.           | AP+ALP+AS     | 6+1+1         | 5+0+1         | 0             | 1+1+0         | +             | LM                   | 6                    | 0                    | 3                    | 3                    | Zákl. skupina              | 50     | 28     | 12     | 10     |
| Celkem za Manchester City | Celkem za Manchester City | Celkem za Manchester City | 132    | 81    | 27     | 24     | -                          | -             | 30            | 18            | 4             | 8             | -             | -                    | 28                   | 13                   | 7                    | 8                    | -                          | 189    | 113    | 38     | 40     |
| 2013/14                   | Galatasaray               | Süper Lig                 | 28     | 16    | 7      | 5      | Nastoupil v září,          | TP            | 11            | 7             | 3             | 1             | Zlatá medaile | LM                   | 7                    | 2                    | 2                    | 3                    | Osmifinále                 | 46     | 25     | 12     | 9      |
| 2014/15                   | Inter                     | Serie A                   | 27     | 10    | 9      | 8      | Nastoupil v lis., 8. místo | IP            | 2             | 1             | 0             | 1             | -             | EL                   | 6                    | 2                    | 2                    | 2                    | Zákl. skupina              | 35     | 13     | 11     | 11     |
| 2015/16                   | Inter                     | Serie A                   | 38     | 20    | 7      | 11     | 4. místo                   | IP            | 4             | 3             | 0             | 1             | Semifinále    | -                    | 0                    | 0                    | 0                    | 0                    | -                          | 42     | 23     | 7      | 12     |
| Celkem za Inter           | Celkem za Inter           | Celkem za Inter           | 217    | 126   | 58     | 33     | -                          | -             | 40            | 27            | 8             | 5             | -             | -                    | 46                   | 23                   | 12                   | 11                   | -                          | 303    | 176    | 78     | 49     |
| 2017/18                   | Zenit Petrohrad           | Prem'er-Liga              | 30     | 14    | 11     | 5      | 5. místo                   | RP            | 1             | 0             | 0             | 1             | -             | EL                   | 14                   | 8                    | 2                    | 4                    | Osmifinále                 | 45     | 22     | 13     | 10     |
| Celkově                   | Celkově                   | Celkově                   | 508    | 278   | 133    | 97     | -                          | -             | 101           | 62            | 19            | 20            | -             | -                    | 121                  | 57                   | 31                   | 33                   | -                          | 730    | 398    | 182    | 150    |

### Reprezentační
| 2018/19   | Itálie | Liga národů UEFA Liga A | 2. místo ve skupině 3       | 4   | 1  | 2  | 1   |
| 2019      | Itálie | Kvalifikace ME 2020     | 1. místo ve skupině         | 10  | 10 | 0  | 0   |
| 2020      | Itálie | Liga národů UEFA Liga A | 1. místo ve skupině 1       | 6   | 3  | 3  | 0   |
| 2021      | Itálie | Liga národů UEFA Finále | Bronzová medaile            | 2   | 1  | 0  | 1   |
| 2021      | Itálie | ME 2020                 | Zlatá medaile               | 7   | 5  | 2  | 0   |
| 2021/22   | Itálie | Kvalifikace MS 2022     | 2. místo ve skupině + baráž | 8+1 | 4  | 4  | 0+1 |
| 2021      | Itálie | ME 2020                 | Zlatá medaile               | 7   | 5  | 2  | 0   |
| 2022      | Itálie | Finalissima 2022        | Stříbrná medaile            | 1   | 0  | 0  | 1   |
| 2022      | Itálie | Liga národů UEFA Liga A | 1. místo ve skupině 3       | 6   | 3  | 2  | 1   |
| 2022      | Itálie | Liga národů UEFA Finále | Bronzová medaile            | 2   | 1  | 0  | 1   |
| 2023      | Itálie | Kvalifikace ME 2024     | Nedokončil                  | 2   | 1  | 0  | 1   |
| 2018–2023 | Itálie | přátelské utkání        | -                           | 12  | 8  | 2  | 2   |
| Celkem    | Celkem | Celkem                  | Celkem                      | 61  | 37 | 15 | 9   |

| 2023–  | Saúdská Arábie | Kvalifikace MS 2026 | Propuštěn  | 10 | 5 | 3 | 2 |
| 2024   | Saúdská Arábie | MA 2023             | Osmifinále | 4  | 2 | 2 | 0 |
| 2023–  | Saúdská Arábie | přátelské utkání    | -          | 7  | 2 | 2 | 3 |
| Celkem | Celkem         | Celkem              | Celkem     | 21 | 9 | 7 | 5 |

## Úspěchy

### Hráčské

#### Klubové

##### Národní
- vítěz italské ligy (2x)

Sampdoria: 1990/91

Lazio: 1999/00
- vítěz italského poháru (6x)

Sampdoria: 1984/85, 1987/88, 1988/89, 1993/94

Lazio: 1997/98, 1999/00
- vítěz italského superpoháru (2x)

Sampdoria: 1991

Lazio: 1998

##### Kontinentální
- vítěz poháru PVP (2x)

Sampdoria: 1989/90

Lazio: 1998/99
- vítěz superpoháru UEFA (1x)

Lazio: 1999

#### Reprezentační
- 1× na MS (1990 - bronz)
- 1× na ME (1988 - bronz)
- 2× na ME U21 (1984 - bronz, 1986 - stříbro)

#### Individuální
- 2x vítěz ankety Guerin d'oro (1987/88, 1990/91)
- nejlepší fotbalista v lize (1997)
- nejlepší italský fotbalista v lize (1997)

### Trenérské

#### Klubové
- vítěz italské ligy (3x)

Inter: 2005/06, 2006/07, 2007/08
- vítěz anglické ligy (1x)

Manchester City: 2011/12
- vítěz italského poháru (4x)

Fiorentina: 2000/01

Lazio: 2003/04

Inter: 2004/05, 2005/06
- vítěz anglického poháru (1x)

Manchester City: 2010/11

- vítěz tureckého poháru (1x)

Galatasaray: 2013/14

- vítěz italského superpoháru (2x)

Inter: 2005, 2006
- vítěz anglického superpoháru (1x)

Manchester City: 2012

#### Reprezentační

##### Itálie
- 1× na ME (2020 - zlato)
- 1× na LN (2020/21 - bronz)

##### Saúdská Arábie
- 1× na MA (2023)

#### Individuální
- nejlepší trenér v lize (2007/08)
- nejlepší trenér podle World Soccer (2021)
- nejlepší trenér podle Globe Soccer Awards (2021)
- nejlepší trenér podle IFFHS (2021)
- člen síně slávy italského fotbalu (2015)
- člen Golden Foot (2017)

### Vyznamenání
Stříbrná medaile za atletickou statečnost (1990)
 Řád zásluh o Italskou republiku (30. 9. 1991) z podnětu Prezidenta Itálie
 Řád zásluh o Italskou republiku (16. 7. 2021) z podnětu Prezidenta Itálie
 Čestný akademický titul (23. 7. 2021) z podnětu Univerzity Urbino "Carlo Bo"
 Čestný občan města Jesi (29. 7. 2021) z podnětu Městské rady města Jesi
 Zlatá palma za zásluhy (20. 12. 2021)